# Paul Blau (Publizist)
Paul Blau (* 28. April 1915 in Wien; † 27. Oktober 2005 ebenda) war ein österreichischer Publizist, Chefredakteur der Arbeiter-Zeitung, Direktor des Instituts für Gesellschaftspolitik, Friedens- und Umweltaktivist und Sozialdemokrat.

## Leben
Paul Blau wurde als Soldat des österreichischen Bundesheers zu Beginn des Zweiten Weltkrieges von der Wehrmacht übernommen. Nach der Einführung der Nürnberger Rassengesetze wurde Blau als „Halbjude“ betrachtet und daher 1940 aus der Wehrmacht entlassen.
Er studierte nach dem Krieg an der Universität Wien und an der Universität für Bodenkultur Wien.

## Berufliche Laufbahn
Von 1945 bis 1950 war Blau der erste Verbandssekretär der Sozialistischen Jugend Österreich (SJÖ) unter dem Vorsitzenden Peter Strasser. In den 1950er Jahren war er im Bundesministerium für Verkehr und verstaatlichte Betriebe beschäftigt. Von 1957 bis 1967 war er im Österreichischen Gewerkschaftsbund (ÖGB) Leiter des Arbeitswissenschaftlichen Referats und Herausgeber der Zeitung Arbeit und Wirtschaft. 
Mit dem Wechsel an der Spitze der Sozialdemokratischen Partei Österreichs (SPÖ) im Jahr 1967 setzte der neue Parteivorsitzende, Bruno Kreisky, Paul Blau als neuen Chefredakteur der Arbeiter-Zeitung durch. Zwischen 1970 und 1972 war er Kulturattaché in Paris. Nach seinem Aufenthalt in Paris war er bis zu seiner Pensionierung Mitarbeiter der Arbeiterkammer (AK) in Wien. Auch nach seiner Pensionierung war er in der Antiatom- und Friedensbewegung tätig.
Blau war mit der Politikerin Freda Meissner-Blau verheiratet.

## Werke
- Der Lohn. Lohntheorie, Lohnformen, Lohnprobleme (1957)
- Die zerstörte Arbeitsfreude (1961)
- Strahlengefahr und Strahlenschutz (1961)
- Fragen der Umweltpolitik (1979)
- Das Erbe verschleudert, die Zukunft verspielt – Ein Jahrhundert Arbeiterbewegung (1999) – ISBN 3-218-00673-2

## Auszeichnungen
- 1972 Berufstitel Professor
- 1975 Österreichischer Naturschutzpreis
- 1998 Goldenes Ehrenzeichen für Verdienste um das Land Wien